# Hôtel d'Angleterre (Rome)
Pour les articles homonymes, voir Hotel d'Angleterre.
L'hôtel d'Angleterre (italien : Hotel d'Inghilterra) est un hôtel cinq-étoiles de luxe situé à Rome, en Italie. Les 88 chambres de l'hôtel ont en fait l'un des hôtels de Rome les plus à la mode depuis son ouverture en 1845.
L'hôtel est un membre de Small Luxury Hotels of the World.

## Histoire
Le bâtiment qui abrite l'hôtel remonte au milieu du XVIe siècle, quand il a été utilisé comme résidence pour les visiteurs du Palazzo Torlonia, situé dans la rue. Depuis le XVe siècle, le coin était réputé pour abriter les meilleurs hébergements de la ville, et attirer les visiteurs étrangers et les communautés internationales. La proximité des boutiques de luxe du secteur de la Via Borgognona doit son nom à un groupe de commerçants de la région de Bourgogne, qui peuplaient le quartier depuis le début du XVe siècle.
En 1845, le Palazzo di Torlonia a été converti en un hôtel connu sous le nom d'hôtel d'Angleterre, en raison de sa popularité auprès des visiteurs britanniques. Les monarques, les réalisateurs de films, et certains des plus grands écrivains de tous les temps ont demeuré ici - Lord Byron, John Keats, Mark Twain, Ernest Hemingway, Gregory Peck et Elizabeth Taylor parmi les plus célèbres.

## Structure
La conception de l'hôtel d'Angleterre a été inspirée par les architectes italiens Alessandro Pasini et Tomaso Piantini, alors que le mobilier et les accessoires ont été inspirés par le designer Roberto Terrinoni. Les premiers travaux de rénovation datent de 2008 et ont affecté l'ensemble du quatrième étage, en réduisant les 21 chambres à 13, les plus grandes chambres étant décorées avec des lustres de verre de Murano, de tissus modernes et de commodités. Depuis, les autres étages ont été rénovés de la même façon[réf. nécessaire].